# Coudun
Coudun és un municipi francès, situat al departament de l'Oise i a la regió dels Alts de França. L'any 2007 tenia 921 habitants.

## Demografia

### Població
El 2007 la població de fet de Coudun era de 921 persones. Hi havia 356 famílies de les quals 84 eren unipersonals (44 homes vivint sols i 40 dones vivint soles), 104 parelles sense fills, 136 parelles amb fills i 32 famílies monoparentals amb fills.
La població ha evolucionat segons el següent gràfic:
Habitants censats

### Habitatges
El 2007 hi havia 392 habitatges, 370 eren l'habitatge principal de la família, 4 eren segones residències i 18 estaven desocupats. 363 eren cases i 29 eren apartaments. Dels 370 habitatges principals, 309 estaven ocupats pels seus propietaris, 53 estaven llogats i ocupats pels llogaters i 8 estaven cedits a títol gratuït; 4 tenien una cambra, 19 en tenien dues, 65 en tenien tres, 87 en tenien quatre i 195 en tenien cinc o més. 270 habitatges disposaven pel capbaix d'una plaça de pàrquing. A 132 habitatges hi havia un automòbil i a 201 n'hi havia dos o més.

### Piràmide de població
La piràmide de població per edats i sexe el 2009 era:
| Homes | Edats   | Dones |
| ----- | ------- | ----- |
| 4     | 95 o +  | 4     |
| 0     | 90 a 94 | 4     |
| 16    | 85 a 89 | 8     |
| 0     | 80 a 84 | 8     |
| 8     | 75 a 79 | 20    |
| 24    | 70 a 74 | 8     |
| 12    | 65 a 69 | 28    |
| 24    | 60 a 64 | 24    |
| 32    | 55 a 59 | 12    |
| 44    | 50 a 54 | 64    |
| 76    | 45 a 49 | 48    |
| 32    | 40 a 44 | 40    |
| 36    | 35 a 39 | 32    |
| 20    | 30 a 34 | 4     |
| 44    | 25 a 29 | 24    |
| 20    | 20 a 24 | 28    |
| 36    | 15 a 19 | 41    |
| 24    | 10 a 14 | 48    |
| 16    | 5 a 9   | 32    |
| 8     | 0 a 4   | 4     |

## Economia
El 2007 la població en edat de treballar era de 617 persones, 474 eren actives i 143 eren inactives. De les 474 persones actives 440 estaven ocupades (235 homes i 205 dones) i 34 estaven aturades (19 homes i 15 dones). De les 143 persones inactives 57 estaven jubilades, 37 estaven estudiant i 49 estaven classificades com a «altres inactius».

### Ingressos
El 2009 a Coudun hi havia 381 unitats fiscals que integraven 948 persones, la mediana anual d'ingressos fiscals per persona era de 21.919 €.

### Activitats econòmiques
Dels 43 establiments que hi havia el 2007, 5 eren d'empreses extractives, 2 d'empreses alimentàries, 1 d'una empresa de fabricació d'altres productes industrials, 5 d'empreses de construcció, 7 d'empreses de comerç i reparació d'automòbils, 3 d'empreses de transport, 1 d'una empresa d'hostatgeria i restauració, 1 d'una empresa financera, 6 d'empreses de serveis, 8 d'entitats de l'administració pública i 4 d'empreses classificades com a «altres activitats de serveis».
Dels 9 establiments de servei als particulars que hi havia el 2009, 1 era una oficina de correu, 1 taller de reparació d'automòbils i de material agrícola, 1 paleta, 1 guixaire pintor, 1 lampisteria, 1 electricista, 1 perruqueria, 1 agència de treball temporal i 1 saló de bellesa.
Dels 3 establiments comercials que hi havia el 2009, 1 era una botiga de més de 120 m² i 2 fleques.
L'any 2000 a Coudun hi havia 3 explotacions agrícoles.

## Equipaments sanitaris i escolars
L'únic equipament sanitari que hi havia el 2009 era una farmàcia.
El 2009 hi havia una escola elemental integrada dins d'un grup escolar amb les comunes properes formant una escola dispersa.

## Poblacions més properes
El següent diagrama mostra les poblacions més properes.